# A1 Ethniki 2019-20
La A1 Ethniki 2019-20, conocida por motivos de patrocinio como EKO Basket League, fue la edición número 80 de la A1 Ethniki, la máxima competición de baloncesto de Grecia. La temporada regular comenzó en septiembre de 2019 y los playoffs hubieran tenido lugar en junio de 2020, pero la competición se paralizó en marzo de 2020 debido a la Pandemia del COVID-19. El 21 de mayo tras una votación por parte de los 14 equipos, se dio por terminada la temporada, siendo proclamado campeón el Panathinaikos B.C.. También se acordó que no hubiera descensos a A2 Ethniki.

## Equipos temporada 2019-20
| Club                  | Ciudad                 | Pabellón                      | Cap.   | Temp. |
| --------------------- | ---------------------- | ----------------------------- | ------ | ----- |
| AEK                   | Atenas (Marousi)       | OAKA Indoor Hall              | 18 500 | 62    |
| Aris                  | Salónica               | Alexandrio Melathron          | 5138   | 65    |
| Ifaistos Limnou B.C.  | Mirina                 | Nikos Samaras Indoor Hall     | 1250   | 14    |
| Ionikos Nikaias       | Atenas (Palaio Faliro) | Sofia Befon Indoor Hall       | 1204   | 13    |
| Iraklis B.C.          | Salónica               | Ivanofeio Sports Arena        | 2500   | 52    |
| Kolossos              | Rodas                  | Venetoklio Indoor Hall        | 1242   | 13    |
| Larisa                | Larissa                | Larissa Neapolis Indoor Arena | 4000   | 1     |
| Lavrio Megabolt       | Lavrio                 | Lavrio Indoor Hall            | 1700   | 4     |
| Panathinaikos         | Atenas(Marousi)        | OAKA Indoor Hall              | 18 500 | 69    |
| Panionios             | Atenas (Nea Smyrni)    | Nea Smyrni Indoor Hall        | 2000   | 50    |
| PAOK                  | Salónica (Pylaia)      | PAOK Sports Arena             | 8162   | 62    |
| Peristeri             | Atenas (Peristeri)     | Peristeri Arena               | 4000   | 23    |
| Promitheas Patras     | Patras                 | Dimitris Tofalos Arena        | 5150   | 3     |
| Rethymno Cretan Kings | Rethymno               | Melina Merkouri Sports Arena  | 1600   | 9     |

## Temporada regular
| Pos. | Equipo                | PJ | G  | P  | PF   | PC   | DP   | Pts | Clasificación o descenso              |
| ---- | --------------------- | -- | -- | -- | ---- | ---- | ---- | --- | ------------------------------------- |
| 1    | Panathinaikos         | 20 | 18 | 2  | 2075 | 1537 | +538 | 38  | Clasificado para la EuroLiga          |
| 2    | AEK                   | 20 | 16 | 4  | 1653 | 1493 | +160 | 36  | Clasificados para la Champions League |
| 3    | Peristeri             | 20 | 13 | 7  | 1559 | 1434 | +125 | 33  | Clasificados para la Champions League |
| 4    | Promitheas Patras     | 19 | 12 | 7  | 1449 | 1436 | +13  | 31  | Clasificados para la Champions League |
| 5    | Ifaistos Limnou       | 20 | 11 | 9  | 1436 | 1435 | +1   | 31  |                                       |
| 6    | Lavrio                | 20 | 11 | 9  | 1523 | 1597 | −74  | 31  |                                       |
| 7    | Iraklis               | 20 | 9  | 11 | 1557 | 1550 | +7   | 29  |                                       |
| 8    | Larisa                | 20 | 8  | 12 | 1524 | 1676 | −152 | 28  |                                       |
| 9    | Kolossos              | 20 | 8  | 12 | 1578 | 1602 | −24  | 28  |                                       |
| 10   | Ionikos Nikaias       | 20 | 8  | 12 | 1570 | 1709 | −139 | 28  |                                       |
| 11   | Rethymno Cretan Kings | 19 | 8  | 11 | 1319 | 1376 | −57  | 27  |                                       |
| 12   | Panionios             | 20 | 6  | 14 | 1469 | 1707 | −238 | 26  |                                       |
| 13   | Aris                  | 20 | 6  | 14 | 1548 | 1648 | −100 | 26  |                                       |
| 14   | PAOK                  | 20 | 5  | 15 | 1635 | 1695 | −60  | 25  |                                       |

 Fuente: ESAKE
Notas:
1. 1 2  El 21 de mayo de 2020, la liga acordó que no hubiera descensos a la A2 Ethniki.

1. ↑  Panathinaikos se clasifica directamente para la Euroliga ya que tiene una licencia para 10 años.

### Marcadores
| Local \ Visitante     | AEK    | ARI    | IFA   | ION    | IRA    | KOL   | LAR    | LAV    | PTH    | PNN    | POK    | PER    | PRO   | RET   |
| --------------------- | ------ | ------ | ----- | ------ | ------ | ----- | ------ | ------ | ------ | ------ | ------ | ------ | ----- | ----- |
| AEK                   | —      | 92–79  | 74–68 | 103–70 | 86–61  | 93–69 |        |        | 100–97 | 91–61  |        | 90–91  | 73–68 | 84–83 |
| Aris                  |        | —      | 88–77 | 72–77  | 69–63  | 85–87 | 90–72  | 81–70  | 81–88  | 80–86  | 85–82  | 72–59  |       |       |
| Ifaistos Limnou       | 72–68  | 85–59  | —     | 68–79  |        | 72–64 |        | 67–65  |        | 79–74  | 77–69  |        | 72–75 | 66–50 |
| Ionikos               |        | 72–65  |       | —      | 88–74  | 79–86 | 68–64  | 90–94  | 65–110 | 108–74 | 83–66  | 100–95 |       |       |
| Iraklis               | 68–77  | 82–66  |       | 107–75 | —      |       | 83–67  | 92–62  |        | 96–101 | 99–82  | 69–76  |       | 74–56 |
| Kolossos H Hotels     | 70–79  | 90–86  |       |        | 86–88  | —     | 80–83  | 73–74  | 69–103 | 89–61  | 87–66  | 101–84 | 73–70 |       |
| Larisa                |        | 92–78  | 58–63 | 82–72  | 74–87  | 95–90 | —      |        | 68–110 |        | 95–85  |        | 69–96 | 82–65 |
| Lavrio Aegean Cargo   | 60–73  |        | 66–61 |        |        | 78–68 | 78–98  | —      | 81–112 | 104–71 | 92–88  |        |       | 86–78 |
| Panathinaikos OPAP    | 89–68  | 108–86 | 87–74 | 107–71 | 130–81 |       | 121–78 | 105–74 | —      |        | 117–79 |        | 99–68 | 96–74 |
| Panionios             | 96–101 |        | 69–83 |        | 60–76  | 76–67 | 74–71  | 71–77  | 74–115 | —      | 97–87  | 48–61  |       | 70–67 |
| PAOK                  | 67–71  | 101–84 | 94–74 | 110–80 |        | 77–88 | 87–61  |        | 88–104 |        | —      | 68–75  | 86–90 | 78–56 |
| Peristeri Vikos Cola  | 73–77  |        | 75–79 |        | 75–59  |       | 101–63 | 88–62  | 82–78  | 95–69  | 80–75  | —      | 78–64 | 71–61 |
| Promitheas Patras     |        | 95–79  | 81–61 | 87–80  |        | 81–80 | 62–76  | 77–66  | 76–99  | 87–76  |        | 64–60  | —     |       |
| Rethymno Cretan Kings | 75–67  | 70–63  | 75–59 | 90–76  | 69–63  | 72–61 |        | 75–77  | 70–63  | 73–61  |        | 60–79  | 70–63 | —     |